# The Death of Peace of Mind
The Death of Peace of Mind (englisch Der Tod des Seelenfriedens) ist das dritte Studioalbum der US-amerikanischen Metalcore-Band Bad Omens. Das Album wurde am 25. Februar 2022 über Sumerian Records veröffentlicht und erhielt im September 2024 in den USA eine Goldene Schallplatte.

## Entstehung
Nachdem die Band ihre erste eigene Headliner-Tournee wegen der COVID-19-Pandemie absagen musste, zogen sich Sänger Noah Sebastian und Gitarrist Joakim Karlsson in ihr gemeinsames Tonstudio in Los Angeles zurück und begannen, ein neues Album zu schreiben. Laut Noah Sebastian hätte das Album ihn „als Songwriter und Musiker verändert“. Er hätte das Album für sich geschrieben ohne Angst vor den Erwartungen der Fans oder der Plattenfirma zu haben. Musikalisch fiel das Album elektronischer und progressiver als die bisherigen Alben aus. Noah Sebastian sagte über das Album, dass er seine Band „nicht mehr als Rockband identifizieren würde“.
Noah Sebastian nahm sich auf dem Album den Sänger The Weeknd als Vorbild, dessen Gesang nicht durch eine Tonne von Instrumenten versteckt wäre. Einige Lieder auf dem Album enthalten weder Gitarren noch Schlagzeug, sondern nur Beats und Gesang. Die Band produzierte das Album selbst, während Zakk Cervini das Abmischen und das Mastering übernahm. Für die Lieder The Death of Peace of Mind, Artificial Suicide, Like a Villain und The Grey wurden Musikvideos veröffentlicht.
Laut Noah Sebastian handeln die Lieder „von den Turbulenzen des modernen Lebens, von Angst und dem Druck, den die sozialen Medien ausüben, von persönlichen Beziehungen und unbeständigen politischen Landschaften“. Gleichzeitig wäre es das bislang persönlichste Album. In seinem Leben wurde er häufig mit dem Tod von Freunden und Verwandten konfrontiert und hatte das Gefühl, dass er nicht immer auf gesunde Art und Weise damit umgegangen ist.

## Titelliste
| 1. Concrete Jungle – 3:40 2. Nowhere to Go – 4:06 3. Take Me First – 3:19 4. The Death of Peace of Mind – 4:01 5. What It Cost – 1:43 6. Like a Villain – 3:30 7. Bad Decisions – 4:21 8. Just Pretend – 3:24 | 1. The Grey – 4:06 2. Who Are You? – 3:37 3. Somebody Else – 3:56 4. IDWT$ – 3:22 5. What Do You Want from Me? – 2:55 6. Artificial Suicide – 3:15 7. Miracle – 3:45 |

## Rezeption

### Rezensionen
Jan Hassenpflug vom Onlinemagazin laut.de bescheinigte Bad Omens „seltene Eleganz, Stilbewusstsein und ein feines Gespür für Dramaturgien im Songwriting“. Die Band habe das „Potenzial, der neue heiße Scheiß zu werden“. Auch wenn „mal mehr, mal weniger deutlich die Referenz zu Bring Me the Horizon über dem Gesamtkunstwerk schwebt“ bleibe „genug Raum für eine eigene Note“. Paul Travers vom britischen Magazin Kerrang! schrieb, dass das Album „exzellent hätte sein können, wenn die Band etwas kompakter gewesen wäre“. In der Mitte des Albums würde es „einen starken Einbruch“ geben, der sich „dämpfend auf die Dynamik“ auswirke, bevor das Album wieder zum Ende stärker wird. Dennoch würde die Band „einen weiteren großen Schritt hin zu ihrem eigenen Sound machen“. Travers vergab drei von fünf Punkten.

### Musikpreise
Bei den Heavy Music Awards 2023 wurde The Death of Peace of Mind als Album des Jahres ausgezeichnet.

### Bestenlisten
| Publikation       | Liste                                     | Werk                       | Platz    |
| ----------------- | ----------------------------------------- | -------------------------- | -------- |
| Alternative Press | The 55 best albums of 2022 a              | The Death of Peace of Mind | J [ 6 ]  |
| Loudwire          | The 50 Best Rock + Metal Albums of 2022 b | The Death of Peace of Mind | J [ 7 ]  |
| Loudwire          | The 50 Best Rock + Metal Songs of 2022 b  | Like a Villain             | J [ 8 ]  |
| Metal Injection   | Top 20 Albums of 2022 a                   | The Death of Peace of Mind | J [ 9 ]  |
| Revolver          | 25 Best Albums of 2022                    | The Death of Peace of Mind | 5        |
| Rock Sound        | The Rock Sound Albums of 2022 a           | The Death of Peace of Mind | J [ 11 ] |

## Kommerzieller Erfolg

### Chartplatzierungen
| ChartsChartplatzierungen            | Höchstplatzierung | Wochen |
| ----------------------------------- | ----------------- | ------ |
| Vereinigte Staaten (Billboard Rock) | 44 (1 Wo.)        | 1      |

### Auszeichnungen für Musikverkäufe
| Land/Region                  | Auszeichnungen für Musikverkäufe (Land/Region, Auszeichnung, Verkäufe) | Verkäufe |
| ---------------------------- | ---------------------------------------------------------------------- | -------- |
| Vereinigte Staaten (RIAA)    | Gold                                                                   | 500.000  |
| Vereinigtes Königreich (BPI) | Silber                                                                 | 60.000   |
| Insgesamt                    | 1× Silber · 1× Gold ·                                                  | 560.000  |